# Кошлатенко, Александр Васильевич
Александр Васильевич Кошлатенко (род. 1 февраля 1951) — советский футболист, полузащитник, нападающий.
С 1971 года играл за дубль днепропетровского «Днепра», с командой вышел в высшую лигу. В сентябре — ноябре 1972 года провёл в чемпионате восемь матчей, забил один гол — победный в ворота «Динамо» Минск. Журналом «Смена» был включён в команду лучших дебютантов сезона. Следующие полтора года играл только за дубль и в 1974 году перешёл в команду второй лиги «Кривбасс» Кривой Рог, на этом уровне играл до конца карьеры. В 1975 году сыграл один матч за «Локомотив» Винница. 1976 года отыграл в «Энергии» Братск. Сезон-1977 начал в харьковском «Металлисте», затем перешёл в «Амударью» Нукус. В 1979 году был в составе «Океана» Керчь.